# Jassidophaga pala
Jassidophaga pala är en tvåvingeart som först beskrevs av Morakote 1990.  Jassidophaga pala ingår i släktet Jassidophaga och familjen ögonflugor. Inga underarter finns listade i Catalogue of Life.